# Frasin
Frasin es una ciudad con estatus de oraș de Rumania ubicada en el distrito de Suceava.
Según el censo de 2011, tiene 5876 habitantes, mientras que en el censo de 2002 tenía 6532 habitantes. La mayoría de la población es de etnia rumana (95,84 %).
La mayoría de los habitantes son cristianos de la Iglesia Ortodoxa Rumana (94,31 %), con una minoría de católicos latinos (1,24 %). Antes de la Segunda Guerra Mundial, la composición étnica era diferente y los rumanos solo eran la mitad de la población: en el censo de 1930 vivían aquí un 35,35 % de alemanes y un 7,35 % de judíos, grupos étnicos hoy desaparecidos en Frasin.
Se conoce la existencia de la localidad desde 1785. Adquirió estatus urbano en 2004. En su territorio se incluyen como pedanías los pueblos de Bucșoaia, Doroteia y Plutonița.
Se ubica sobre la carretera 17, unos 40 km al oeste de Suceava.